# Goupil & Cie

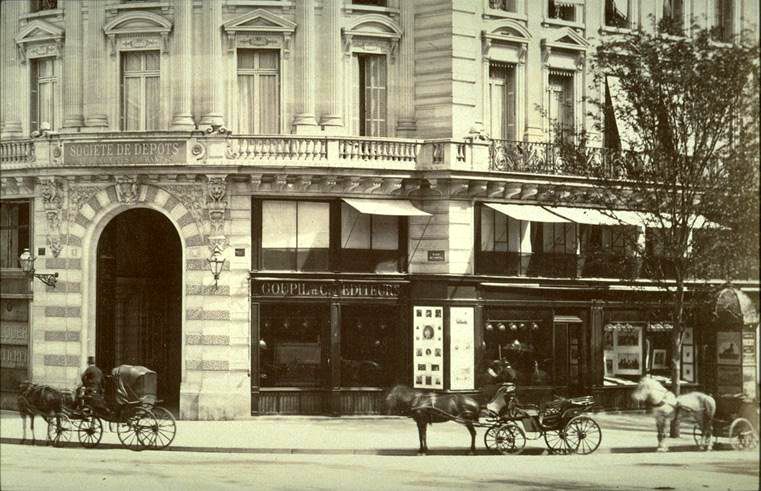
Galerie Goupil, place de l'Opéra Paříž

Společnost Goupil & Cie byla v 19. století významná síť uměleckých obchodů.
Firmu založil v roce 1850 Adolphe Goupil (1806–1893). Disponovala obchody v Haagu, Paříži, Londýně, New Yorku, Vídni, atp. Jejím zaměstnancem byl mezi lety 1869-1876 mj. Vincent van Gogh. V roce 1873 do téže firmy nastoupil jeho mladší bratr Theo, který ve firmě nejprve v Haagu a poté v Paříži pracoval až do roku 1890.
Firma Goupil se jako jedna z mála věnovala také nákupu a vystavování moderního malířství a tak se výrazně zapsala do dějin impresionismu, neoimpresionismu a dalších progresivních uměleckých směrů. Mj. se v ní konaly první výstavy obrazů Vincenta van Gogha.
Roku 1884 firmu koupila dvojice obchodníků Léon Boussod a René Valadon, po nich také nesla nové jméno (užívali název: Boussod, Valadon & Cie, successeurs de Goupil & Cie). Roku 1896 pak firma přešla na majitele Michela Manziho a Maurice Joyanta (Manzi, Joyant & Cie), přičemž Maurice Joyant vedl pařížskou pobočku už od roku 1890 a byl mj. přítelem a prvním životopiscem malíře Henriho de Toulouse-Lautrec.